# Урокиназный активатор плазминогена
Урокиназный активатор плазминогена (УАП, также урокиназа) — сериновая протеаза человека, кодируемая геном PLAU на 10-й хромосоме. Названию белок обязан тем, что впервые был выделен из мочи человека, однако впоследствии он был обнаружен в различных тканях и органах, в том числе крови и внеклеточном матриксе.